# تاکایوکی موریموتو
تاکایوکی موریموتو (به انگلیسی: Takayuki Morimoto) بازیکن فوتبال اهل ژاپن و عضو تیم ملی فوتبال ژاپن است که در تاریخ ۱۰ اکتبر ۲۰۰۹ میلادی اولین بازی ملی‌اش را انجام داد. او در ۱۰ بازی ملی حضور داشت و آخرین بازی ملی خود را در تاریخ ۲۳ مه ۲۰۱۲ میلادی انجام داد. تاکایوکی موریموتو در بازی‌های ملی‌اش
۳ گل به ثمر رساند.